# Sun Electric
Sun Electric ist ein deutsches Musikprojekt aus dem Bereich der elektronischen Musik. Die Mitglieder sind Max Loderbauer und Tom Thiel.

## Geschichte
Loderbauer und Thiel spielten zunächst mit dem Musiker Stephan Fischer in der Band Fischerman's Friend. Als Fischer die Band verließ, produzierte Loderbauer und Thiel unter dem Namen Sun Electric als Duo weiter Musik. Als erste Veröffentlichung des Projekts erschien 1990 die Single O'locco auf Renaat Vandepapelieres Label R&S Records. Es folgte eine EP mit Remixen von O'locco durch die befreundeten Musiker des Projekts The Orb.
1993 erscheint das Debütalbum Kitchen auf R&S Records. 1994 wirkten Loderbauer und Thiel an der Produktion des Orb-Albums Pomme Fritz mit. Einem größeren Publikum wurde das Projekt durch ihren Track Sundance auf der erfolgreichen Compilation Café del Mar bekannt.
In den kommenden Jahren erschienen die Studioalben Aaah!, Present und Via Nostra und das Livealbum 30-7-94. Nach internationalen Auftritten wird das Projekt zunächst in S.E.Berlin umbenannt und kurze Zeit darauf aufgelöst.
2007 erschien mit Lost & Found (1998–2000) über Shitkatapult eine Zusammenstellung verschiedener Stücke aus den Jahren 1998 bis 2000. Zur gleichen Zeit trat Sun Electric erstmals seit dem Jahr 2000 wieder live auf.

## Diskografie

### Alben
- 1993: Kitchen (R&S Records)
- 1994: Aaah! (R&S Records)
- 1995: 30.7.94 Live (Apollo)
- 1996: Present (Apollo)
- 1998: Via Nostra (Apollo)
- 2007: Lost & Found (1998–2000) (Shitkatapult)

### Singles und EPs
- 1990: O'locco (R&S Records)
- 1991: O'locco (Revisited) (WAU! Mr. Modo Recordings)
- 1991: I Feel Free (ZTT Records)
- 1991: Red Summer (feat. Inga Humpe, ZTT Records)
- 1993: Sun Electric (Apollo)
- 1994: Take My Soul (mit System 01, Logic Records)
- 1995: Tresor 3 (mit Schizophrenia, Novamute)
- 1997: Eya (Apollo)
- 1998: Tee + (Apollo)
- 2008: Toninas (Remixes) (Shitkatapult)